# Klodens kræfter (tv-serie)
Klodens kræfter (1-5) (engelsk: Earth: The Power of the Planet) er navnet på en TV-serie i fem dele produceret af BBC og National Geographic i 2007 og som blev vist første gang på den svenske TV-kanal SVT1 i september 2008 under navnet :  Jorden – en biografi.. I Danmark begyndte serien at vises d 19. juli 2009. Serien bringer unikke naturoptagelser, og viser ved hjælp af avanceret computer-animation, hvordan Jordens kræfter, har været med til at skabe forudsætningerne for liv. De første fire programmer har forskellige temaer, mens det femte og sidste program samler trådene.

## Seriens afsnit
- 1. Vulkaner – (opr. titel Volcano)
- 2. Atmosfæren – (opr. titel Atmosphere)
- 3. Is – (opr. titel Ice)
- 4. Havet – (opr. titel Oceans)
- 5. Den enestående jord – (opr. titel Rare Earth)

På BBC og National Geographic blev serien præsenteret af dr. Ian Stewart, men i den udgave som dansk og svensk TV sendte, medvirker han kun ganske få gange, og hans speak er afløst af speak i de pågældende landes sprog.

### Afsnit 1 – Vulkaner
I seriens første afsnit, Vulkaner, fortælles det hvordan livet som vi kender det, ikke kunne være opstået uden vulkanernes aktivitet. En anden oplysning i første afsnit er, at der ved hjælp af satellit-målinger er konstateret en hævning af det pågældende Himalaya-bjergområde umiddelbart over epicentret for Jordskælvet i Kashmir 2005 på 5 meter. Tusindvis af sådanne skælv, forårsaget af at den Indiske Plade er blevet presset ind i den eurasiske plade, har i årmillionernes løb skabt denne mægtige bjergkæde

#### Den Islandske Kappediapir
Som det siges i afsnittet, så skulle badegæsterne i Islands mange varme kilder sikkert være mindre afspændte, hvis de vidste at toppen af en Kappediapir (engelsk: Plume) -- en mindst 600 km. dyb søjle af overophedet magma med en diameter på 100 km -- befinder sig kun 20 km. under dem. Den blev dannet for 50 millioner år siden, og skabte Island senere, på fuldstændig samme måde som øen Surtsey blev dannet ved et vulkanudbrud i 1963. Der vises i programmet en computer-animation af denne søjle baseret på den nyeste forskning.

## Eksterne Henvisninger
- Klodens kræfter på Internet Movie Database (engelsk)
- Klodens kræfter på The Movie Database (engelsk)
- Klodens kræfter hos The Movie Database (engelsk)
- Klodens kræfter hos TheTVDB (engelsk)
- Earth: The Power of the Planet
- Klodens kræfter